# Notre-Dame-des-Langueurs
Notre-Dame-des-Langueurs est un lieu-dit de la commune de Joué-sur-Erdre, dans le département de la Loire-Atlantique et la région Pays de la Loire, situé à 4,6 km au nord-ouest du bourg chef-lieu, à mi-chemin entre Nantes et Châteaubriant. Le Grand réservoir de Vioreau et de la forêt de Saffré se trouvent à environ 2 km à l'est et à l'ouest du village.
Son église datant du XIXe siècle est dotée d'une statue en bois polychrome datant de 1637, la Pietà.
Ce bourg, naguère très animé au début du XXe siècle, a subi les contrecoups de l'exode rural, mais connaît depuis quelques années un renouveau avec l'arrivée de personnes ayant une activité professionnelle à Nantes et dans les environs. Beaucoup de retraités ont aussi choisi de s'y installer. [source insuffisante]

## Histoire

### Depuis leXVIesiècle
La chapelle de Notre-Dame-des-Langueurs a été construite au XVIe siècle. Elle était le point d'arriver d'un pèlerinage pour les malades, lesquels se rendait à la  Pietà (désignée sous le nom de « Notre-Dame-des-Langueurs »). Le pèlerinage se déroulait chaque année à l'occasion de la cérémonie de la Fête-Dieu (le mardi de la Trinité) et les pèlerins buvaient l'eau de la Pietà.
L'église Notre-Dame-des-Langueurs a été construite à la suite de la démolition de l'ancienne chapelle. Les pierres extraites furent utilisées pour réaliser les fondations de l'église actuelle. Celle-ci n'a pas été édifiée à l'emplacement de la chapelle, mais un peu plus loin, laissant ainsi un grand vide au centre du village. La Pietà se trouve aujourd'hui dans cette église, ainsi qu'une sculpture de Jean Fréour, sculpteur nantais, représentant la Crucifixion.

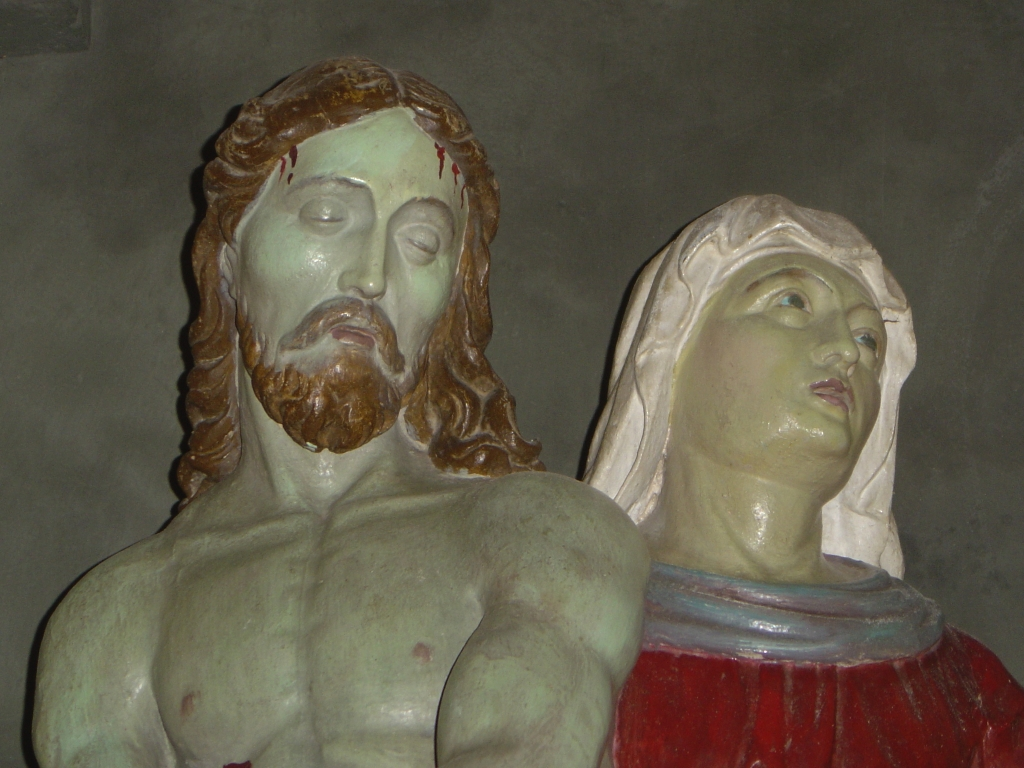
Détail de la Pietà de Notre-Dame-des-Langueurs.
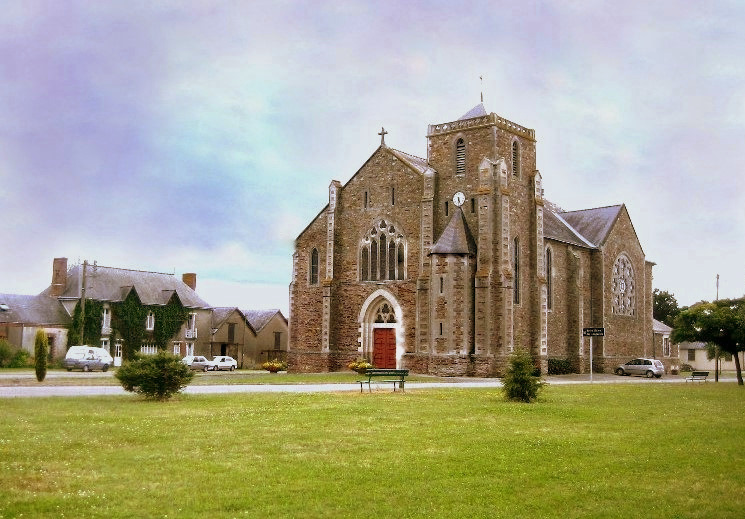
L'église de Notre-Dame-des-Langueurs.
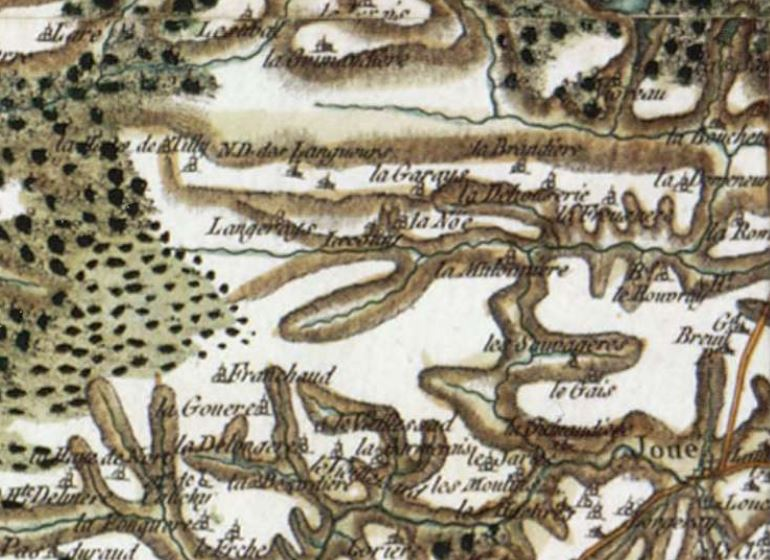
Notre-Dame-des-Langueurs sur la carte de Cassini, par rapport à Joué-sur-Erdre.

### XXesiècle
Lors d'une réunion du conseil municipal en date du 12 février 1905 a été traitée la question d'un partage du village de Notre-Dame des Langueurs en plusieurs villages. La population d'alors s'élevait dans ce village à 650 personnes dont 225 électeurs. Le conseil approuva la division et les sections suivantes furent créées :
- la Delongère
- Franchaud
- la Lande porée
- le Poirier vert
- les Fresches
- le Bois-Monnet
- les Bondies
- l'Écotais
- le Moulin du Chateau
- le Gros-Breuil
- Thély
- Langerais
- Notre-Dame des Langueurs
- la Dehouserie
- Vioreau
- la Noue
- le Châtellier
- la Champ des Bois
- la Haie-de-Thély
- le Pavois
- Bellevue
- le Lirais
- la Roche
- la Garais

### XXIesiècle
En 2007, des artisans et habitants du bourg de Notre-Dame-des-Langueurs ont créé une association de valorisation du patrimoine historique de la Loire-Atlantique. Baptisée l’Ami d’Pain, cette association a réalisé un four à pain communal sur le Pâtis.

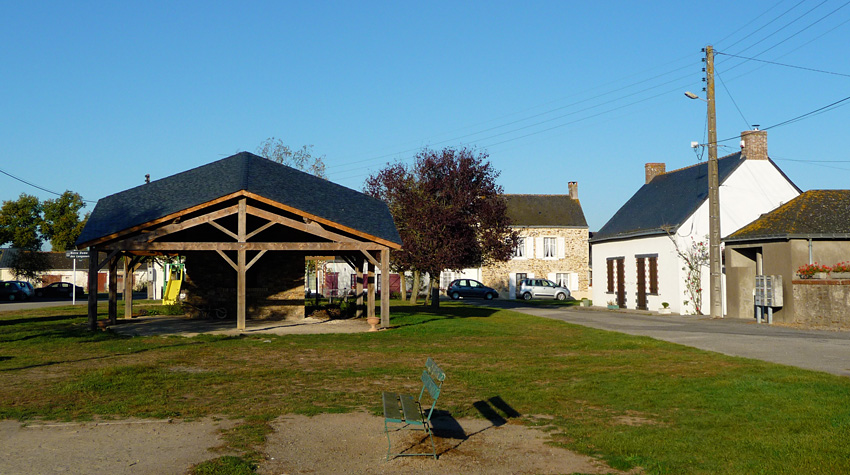
Le four à pain
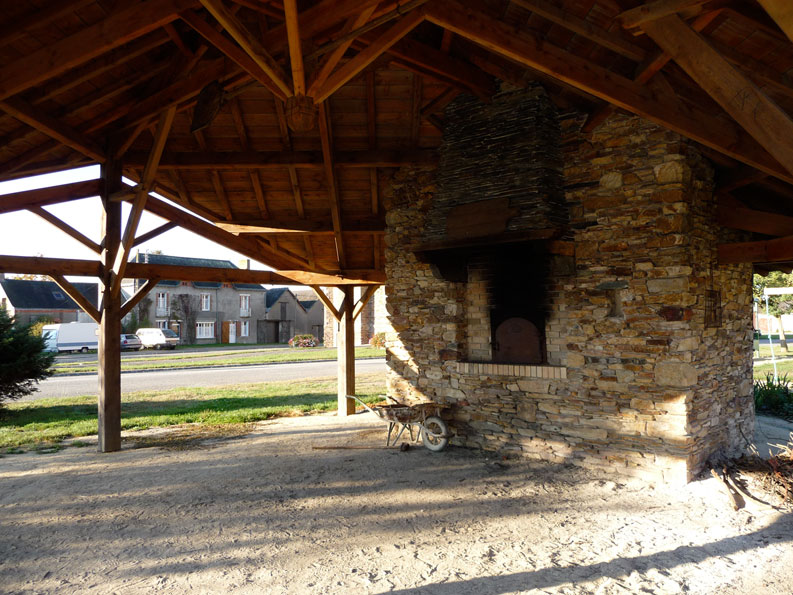
Sous le four à pain

## Population et société

### Commerces
Plusieurs commerçants et artisans étaient installés sur la rue principale, appelée depuis quelque temps la rue de la Piétà : un boucher, trois épicières, deux forgerons, un apiculteur et un aubergiste.
Sur la grande place appelée aujourd'hui « place de la Lande » se trouvait un cordonnier, deux marchandes de beurre et œufs, un boucher, un grainetier-dépôt de pain, un menuisier-ébéniste.

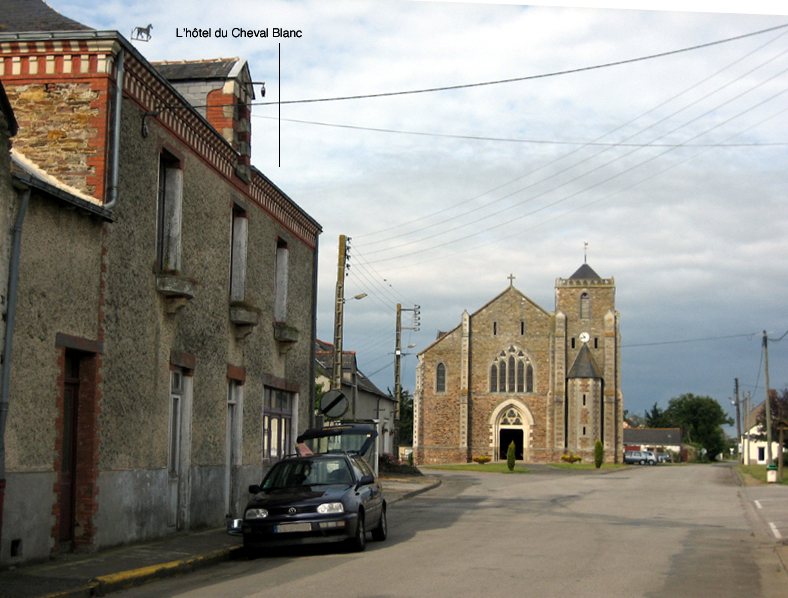
L'emplacement de l'hôtel appelé autrefois « Hôtel du Cheval Blanc ».
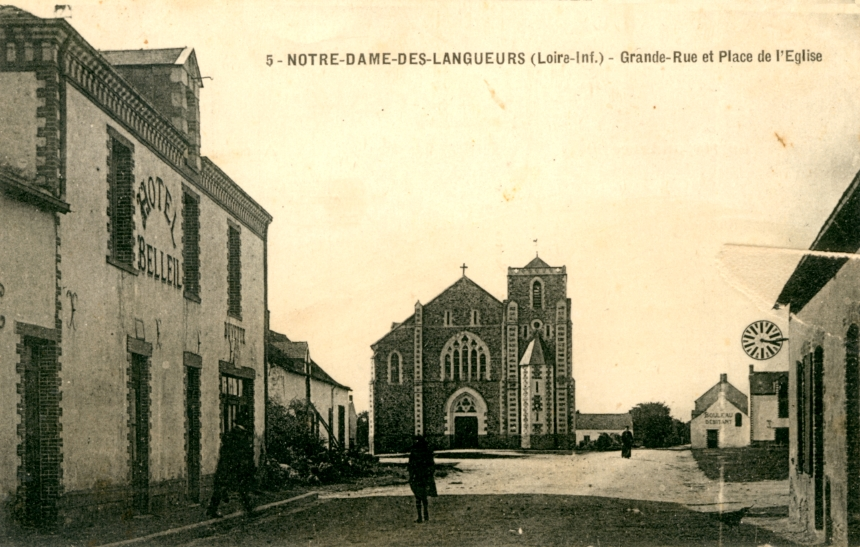
L'hôtel Belleil, appelé autrefois L'hôtel du Cheval Blanc.
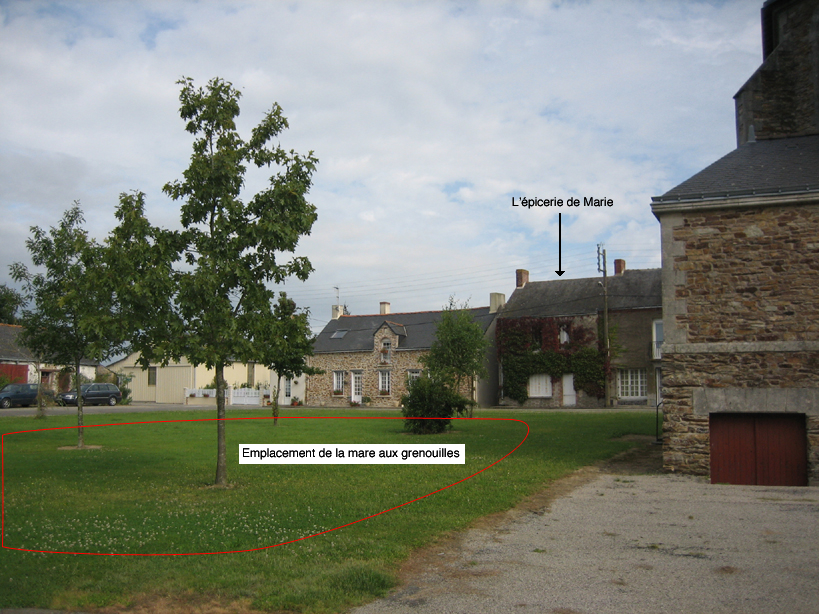
L'épicerie de Marie. Devant l'épicerie, une mare, comblée depuis de nombreuses années.
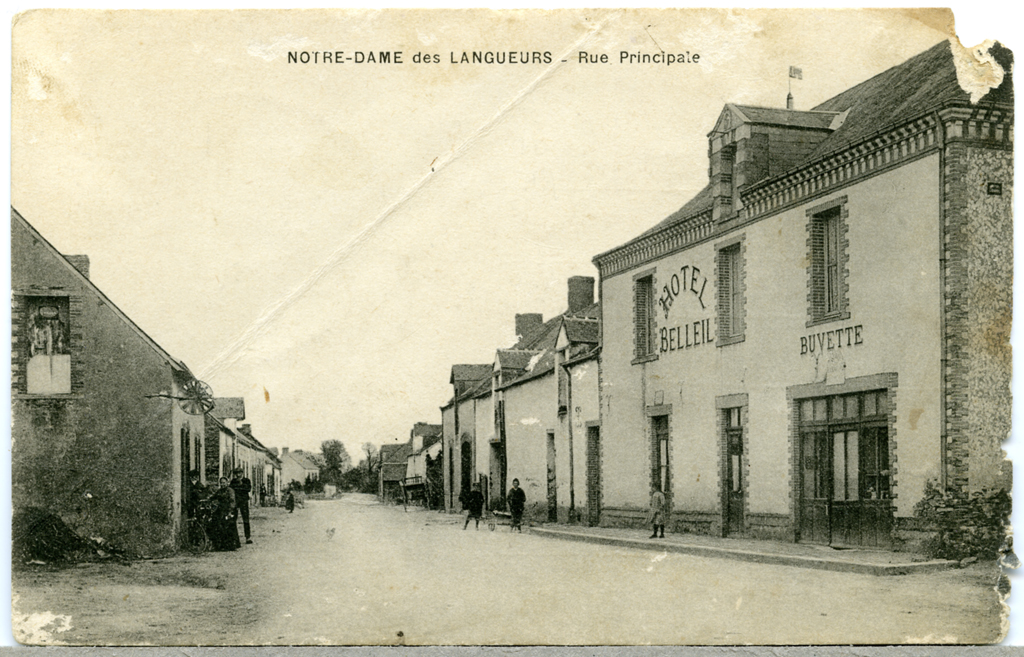
rue principale
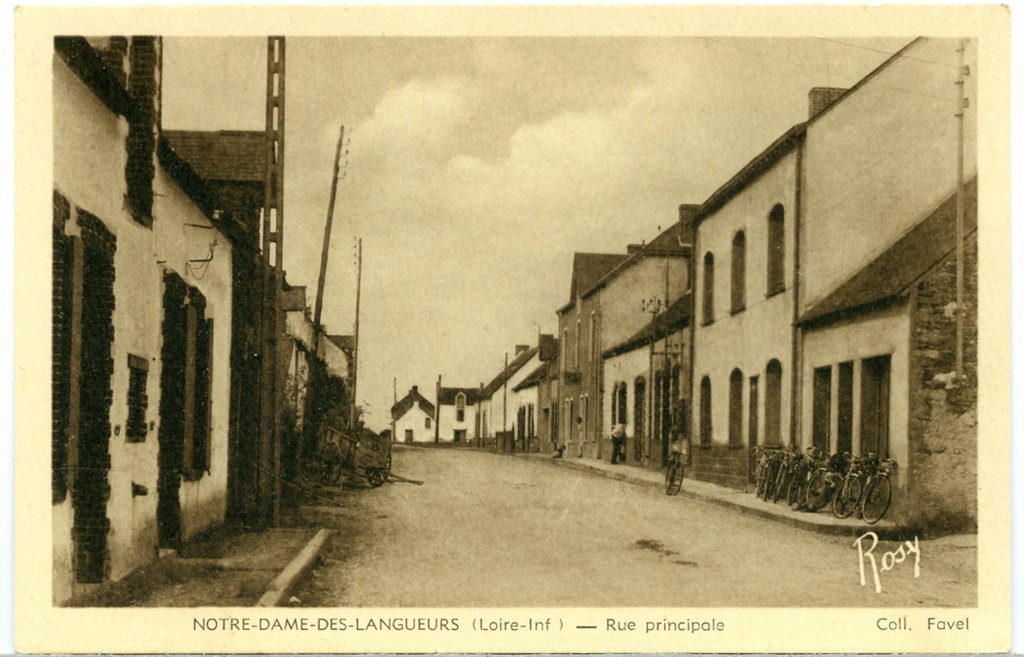
rue principale
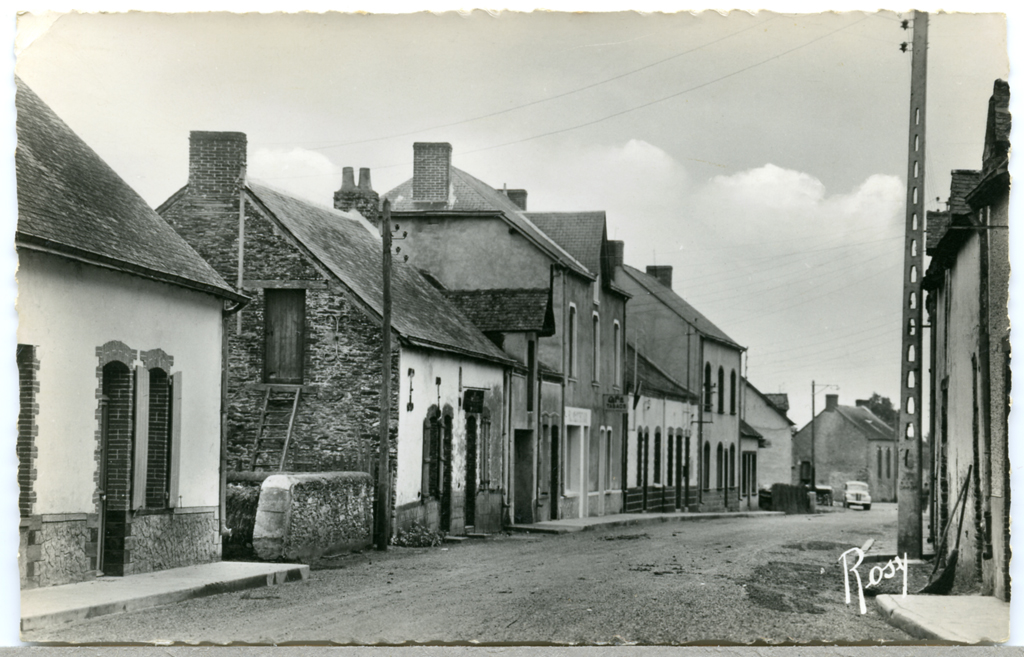
rue principale

### Lavoir
À environ 500 mètres à l'ouest du village, dans le prolongement de la rue du Pressoir, se trouve la « Carrée ». Il s'agit d'une source de trois mètres de profondeur, entourée de grands palis formant un carré et sur lesquels les femmes s'agenouillaient autrefois pour laver le linge. Pendant très longtemps la Carrée était cachée par une végétation luxuriante, végétation ensuite arrachée pour permettre de puiser l'eau pour abreuver le bétail.

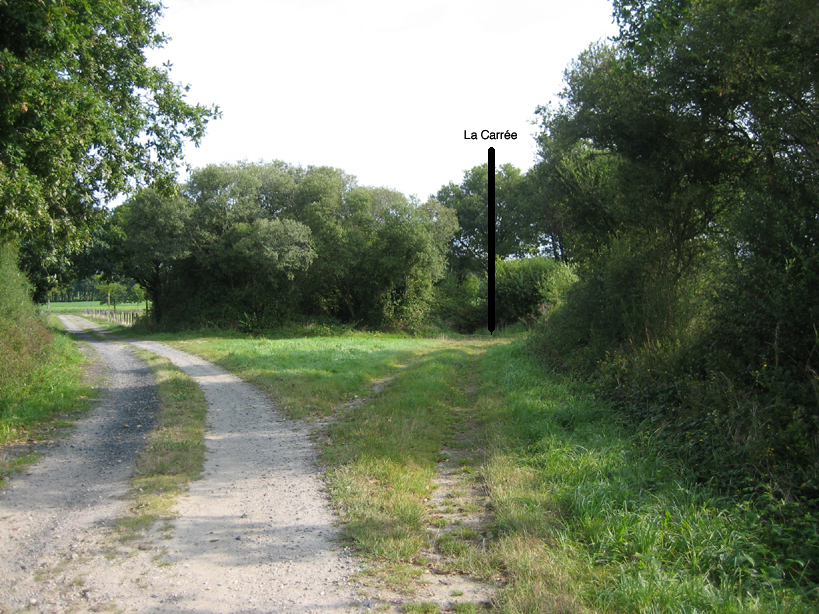
Arrivée à la « Carrée ».
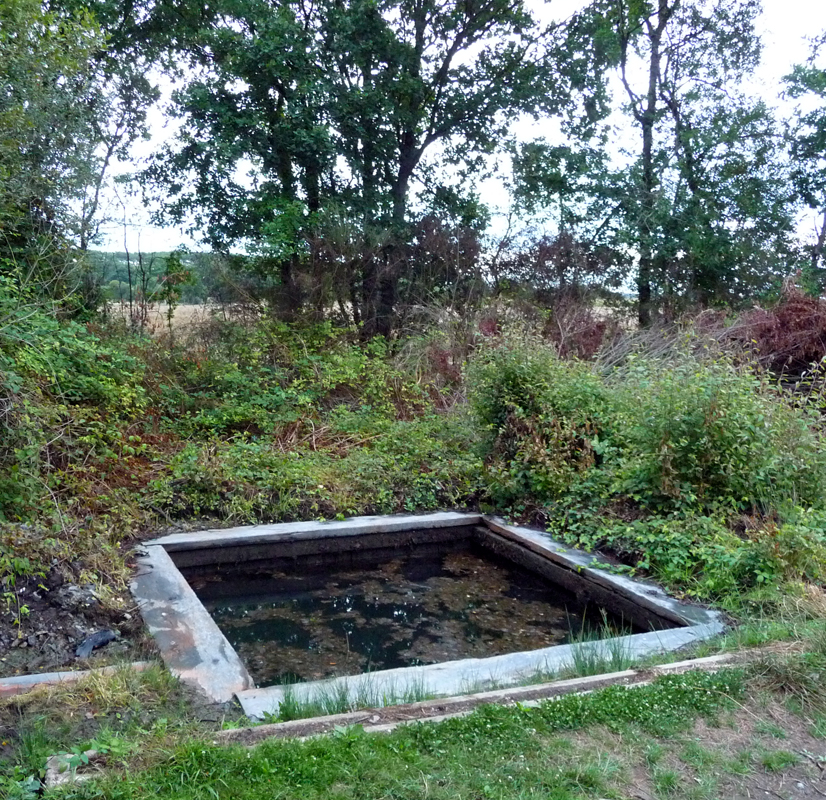
La « Carrée », ancien lavoir.